# Psaliodes acutangula
Psaliodes acutangula är en fjärilsart som beskrevs av W. Warren 1904. Psaliodes acutangula ingår i släktet Psaliodes och familjen mätare. Inga underarter finns listade i Catalogue of Life.